# 다비데 산톤
다비데 산톤(이탈리아어: Davide Santon, IPA: [ˈdavide sanˈton], 1991년 1월 2일 ~ )은 이탈리아의 은퇴한 축구 선수이다. 왼쪽 풀백으로 활약했다.
윙어에서 풀백으로 전환한 선수로 오른발잡이지만 좌우 모두 소화 가능하며, 드리블에 능숙하고 오버래핑이 활발한 공격적인 성향의 수비수이다.

## 클럽 경력

### 인테르나치오날레 밀라노
그는 14살에 라벤나 칼초의 유소년 팀을 떠나 인테르나치오날레의 유소년 팀으로 왔다. 2008-09 시즌부터 성인팀에 합류하였고, 2009년 1월 21일 코파 이탈리아에서 AS 로마를 상대로 성인팀 데뷔경기를 가졌다. 이후 UEFA 챔피언스리그 16강 맨유와의 홈경기에서 레프트백으로 출장하여 크리스티아누 호날두를 완벽하게 막아내 세간의 주목을 받았고, 감독의 눈에 들게 되어 많은 출장 기회를 얻었다.
2009-10 시즌, 리그 초반 몇 경기에 출전했지만 국가대표 경기에서 부상을 당해 1월까지 뛸 수 없게 되었다. 부상 회복 이후 주전이었던 크리스티안 키부의 부상으로 선발 명단에 복귀하지만 또 다시 부상을 당하여 3~5주 정도를 쉬게 되었다.
2011-11 시즌에는 점점 폼이 하락하며 주전경쟁에서 밀리게 되었고, 2011년 1월 나가토모 유토가 인테르로 오는 조건으로 AC 체세나로 임대되지만 별다른 활약없이 복귀하였다.

### 뉴캐슬 유나이티드
2011년 8월 30일 프리미어리그의 뉴캐슬과 5년 계약을 맺었다. 2011년 10월 16일 토트넘 홋스퍼와의 경기에서 교체로 데뷔했고, 이후 노리치 시티와의 경기에서 처음으로 선발 출장했다. 리그 후반기 좋은 활약을 펼쳐 주전 자리를 보장받은 산톤은 2012-13 시즌 매 경기 선발로 나섰고, 2013년 3월 17일 위건 애슬레틱과의 경기에서 데뷔골을 터뜨렸다.

### 인테르로의 복귀
산톤은 2015년 겨울 이적 시장에 의무 이적 조항과 함께 친정팀 인테르로 임대되었다.

### 로마
2018년 6월 26일, 이적료 €9.5m에 로마로 이적했다.

## 국가대표팀 경력
그는 2007년 이탈리아 U-16팀에 첫 발탁되어 데뷔전에서 득점을 기록한다. 이후 U-17팀을 거쳐 2009년 U-21팀에까지 뽑히게 되었고, 2011년에는 주장 완장을 차기도 하였다.
2009년 6월 인테르에서의 활약으로 이탈리아 성인 대표팀에 첫 발탁되어 북아일랜드와의 경기에서 데뷔하였고, 2009년 FIFA 컨페더레이션스컵 이탈리아 대표팀 명단에 들기도 했다.

## 수상 경력
인테르나치오날레 밀라노
- 세리에 A: 2008-09, 2009-10
- 코파 이탈리아: 2009-10
- UEFA 챔피언스리그: 2009-10
- 수페르코파 이탈리아나: 2010
- FIFA 클럽 월드컵: 2010

## 참고 문헌
1. ↑  (영어) “Manchester United Ace Cristiano Ronaldo: Inter Wanted Me”. 골닷컴. 2009년 2월 27일. 2012년 10월 1일에 확인함.
2. ↑  (영어) “Santon fine after knee op”. 인테르나치오날레 공식 웹사이트. 2009년 11월 19일. 2012년 8월 6일에 원본 문서에서 보존된 문서. 2012년 10월 1일에 확인함.
3. ↑  (영어) “Santon: "Feeling good now"”. 인테르나치오날레 공식 웹사이트. 2010년 1월 16일. 2010년 6월 1일에 원본 문서에서 보존된 문서. 2012년 10월 1일에 확인함.
4. ↑  (한국어) “나가토모, 임대로 인테르 합류 … 아시아 최초”. 엑스포츠뉴스. 2011년 2월 1일. 2012년 10월 1일에 확인함.[깨진 링크(과거 내용 찾기)]
5. ↑  (한국어) “(오피셜) 뉴캐슬, 인테르 DF 산톤 영입”. 골닷컴. 2011년 8월 31일. 2012년 10월 1일에 확인함.
6. ↑  (한국어) “이탈리아, 컨페드 컵 최종 명단 발표 - 산톤 발탁”. 골닷컴. 2009년 6월 5일. 2012년 10월 1일에 확인함.